# 望月杏夏
望月 杏夏（もちづき きょうか、1992年6月18日 - ）は、中京テレビ放送のアナウンサー。

## 来歴・人物
静岡県静岡市出身。静岡県立清水東高等学校、立命館大学産業社会学部現代社会学科卒業。身長157cm。ミス立命館2012ファイナリスト。高校時代はハンドボール部に所属。中部日本放送相談役、CBCテレビ・CBCラジオ名誉会長の大石幼一は高校の先輩にあたる。
2015年4月、中京テレビに入社。同期入社は稲村沙綾。
2017年10月から『スポーツスタジアム☆魂』のアシスタントに就任。
2018年7月から『オードリーさん、ぜひ会ってほしい人がいるんです。』のナレーションを担当。
2019年4月から『キャッチ!』の中継を担当。6月から『スポーツスタジアム☆魂』のMC、9月から『キャッチ!』のサブキャスターに就任。
2021年4月から『ぐっと』のプレゼンターとして出演し、10月よりMCに就任した。
2024年2月8日放送の『キャッチ』内にて結婚を発表。翌9日、MCを務める『ぐっと』にて1月31日に婚姻届を提出したと明かした。中京テレビは『FLASH』（光文社）の取材に対し、メ～テレ（名古屋テレビ）のアナウンサーである竹田基起が結婚相手だと回答している。
「第45回NNSアナウンス大賞」テレビ部門大賞受賞。

## 担当番組
太字は全国放送番組。
現在
- キャッチ!
  - 不定期中継リポーター（2015年10月7日 - 2016年10月17日）
  - 水・金曜中継リポーター（2019年4月3日 - 2021年3月31日）
  - 水・木曜サブキャスター（2019年9月4日 - 2020年3月26日、2022年6月1日 - 2023年9月28日）
  - 火・木曜サブキャスター（2020年3月31日 - 2021年3月25日）
  - 火曜・隔週金曜サブキャスター（2021年3月30日 - 10月1日）
  - 火曜・隔週木曜サブキャスター（2021年10月5日 - 2022年3月24日）
  - 木曜サブキャスター（2022年3月31日 - 5月26日）
  - 月・火曜サブキャスター（2023年10月2日 - 2024年3月26日）
  - 月・木・金曜サブキャスター（2024年4月1日 - ）
- ぐっと
  - プレゼンター・ナレーション（2021年4月2日 - 9月24日）
  - MC（2021年10月1日 - 2024年3月29日）
- あさドレ♪（2024年10月1日 - ）- 月・火曜ショウビズ・トレンド情報キャスター
- オードリーさん、ぜひ会ってほしい人がいるんです。（ナレーション）
- あの界隈を恋愛ドラマにしたら…不覚にもキュンときた（ナレーション）
- 前略、大とくさん（不定期アシスタント、2024年1月21日 - [3]）
- 太田上田（不定期出演）
- スポーツ中継
- NNN各ニュース（ローカル枠）

過去
- ボイメン2泊3日 ツタエル・トラベル（進行・ナレーション）
- ササシマBASE Lab.（音楽担当研究員）
- ササシマMUSIC BASE.（MC）
- ITパンプ（ナレーション）
- ストライク!（ストライク！cooking）
- 吉田沙保里のまるみえ検定（ナレーション）
- スポーツスタジアム魂（メインキャスター）
- 情報ライブ ミヤネ屋（2025年1月28日、澤口実歩休暇中の代理）

### Locipo
- SKE48の名古屋4局のアナウンサーを8週連続で呼び出したった。（2020年12月18日）- ゲスト出演[4]

## その他の出演
- BOYS AND MEN「サンバdeバケーション」 ミュージック・ビデオ